# Echsenbach
Echsenbach osztrák mezőváros Alsó-Ausztria Zwettli járásában. 2019 januárjában 1258 lakosa volt.

## Elhelyezkedése

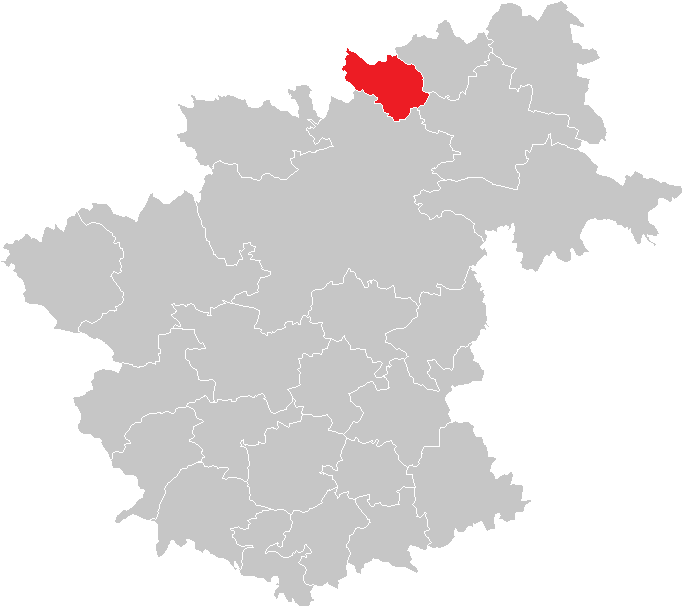
Echsenbach a Zwettli járásban

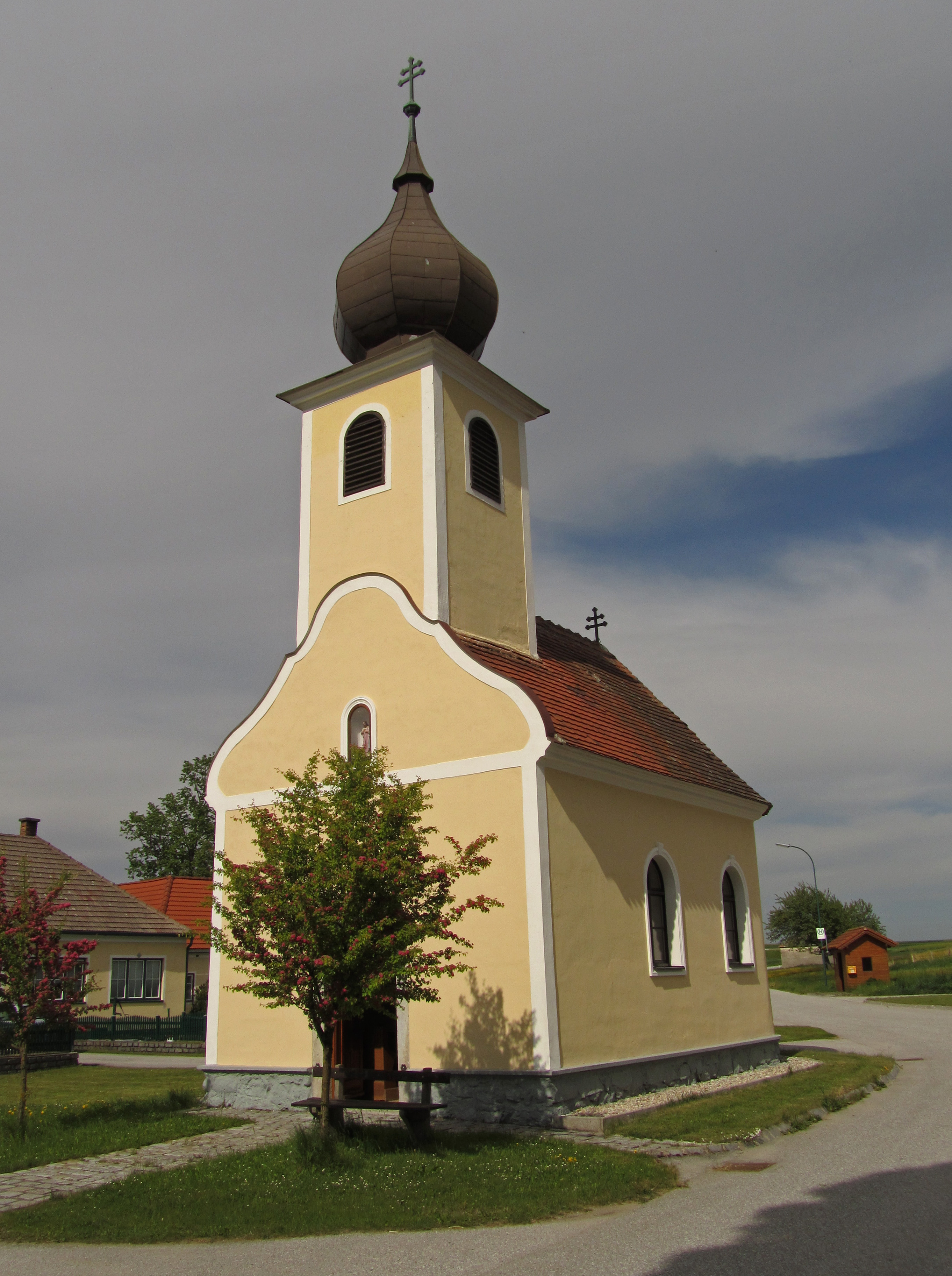
Rieweis kápolnája

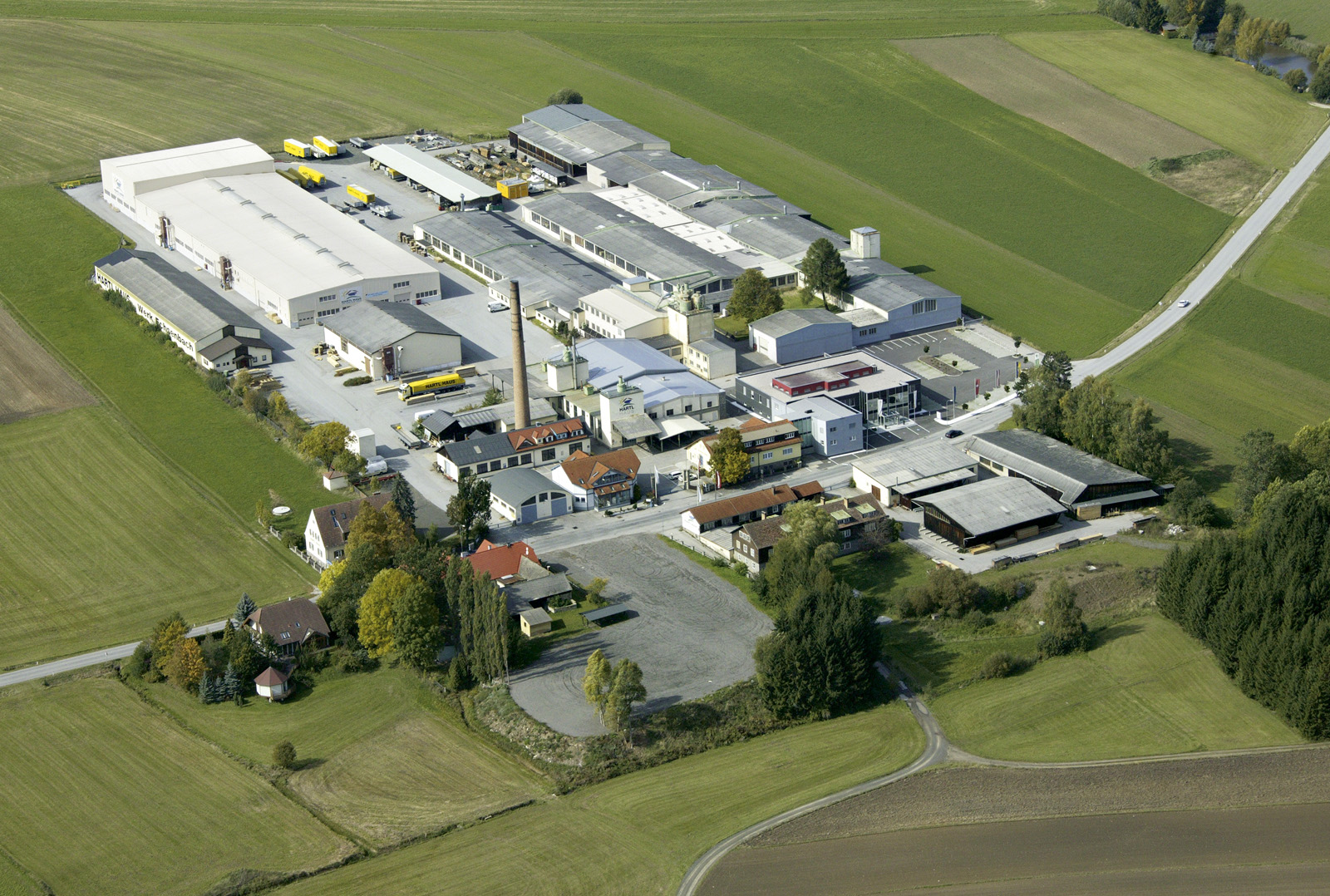
A Hartl Haus üzeme

Echsenbach Alsó-Ausztria Waldviertel régiójában fekszik, az Aubach folyó mentén. Területének 21,6%-a erdő. Az önkormányzat 7 településrészt és falut egyesít: Echsenbach (790 lakos 2019-ben), Gerweis (132), Großkainraths (95), Haimschlag (84), Kleinpoppen (79), Rieweis (29) és Wolfenstein (49). A kataszteri közösségek Echsenbach, Gerweis, Großkainraths, Haimschlag, Kleinpoppen, Rieweis és Wolfenstein.
A környező önkormányzatok: északkeletre Schwarzenau, délkeletre Allentsteig, délnyugatra Zwettl, északra Vitis.

## Története
Echsenbach első említése 1175-ből származik, amikor birtokosának, Hadmar de Ochsenbachnak javára történő adományt hűbérura, az allentsteigi Marquart von Tige megerősítette. Echsenbach erődje a gazdag Kuenringek védelmi vonalának volt a tagja, pontos helye ma már nem állapítható meg. A település egy ófelnémet személynévről, az Ohsóról kapta a nevét. 
A Idősebb Szt. Jakab-plébániatemplomot a 13. század közepén alapították. Az egyházközség a passaui püspökséghez tartozott. A régi hajó falai, valamint a román stílusú keleti torony alatti  szentély ebből a korból való. 1427 körül az eredetileg sík mennyezetet gótikus boltozattal cserélték ki és a karzatot megemelték. 1580 körül Echsenbach Mária-búcsújáró hely volt. A templomot 1957-ben nagymértékben kibővítették. 
A protestantizmus elterjedésekor, 1572-ben  Haager von Allentsteig (Echsenbach akkori ura) lutheránus prédikátort hozatott a faluba, amely lakóinak nagy része egy évtizedebn belül felvette az új vallást. A harmincéves háborúban a falut többször feldúlták, lakóinak jelentős hányada elmenekült. 
1896-ban takarékpénztár, 1930-ban postahivatal nyílt a községben. 1910-ben Wenzl Hartl bécsi ácsmester, akinek nyaralója volt a faluban, itt készítette el az első előregyártott elemekből készített házat, amelyet a nemzetközi vadászati kiállításon mutatott be, és amely ma is áll a községben. A Hartl Haus cég házgyára ma Echsenbach legnagyobb munkaadója. 

## Lakosság
Az echsenbachi önkormányzat területén 2019 januárjában 1258 fő élt. A lakosságszám 1910 óta 1200-1300 között mozog. 2016-ban a helybeliek 97,9%-a volt osztrák állampolgár; a külföldiek közül 0,3% a régi (2004 előtti), 0,6% az új EU-tagállamokból érkezett. 1,1% egyéb országok polgára volt. 2001-ben a lakosok 98,4%-a római katolikusnak, 1,2% pedig felekezeten kívülinek vallotta magát. 
A lakosság számának változása:

| 2016 | 1 223 |
| 2018 | 1 256 |

## Látnivalók
- a Szt. Jakab-plébániatemplom
- az 1734-ben emelt pestisoszlop
- Kleinpoppen kápolnája
- Rieweis kápolnája
- pálinkáspohár-múzeum

## Fordítás
- Ez a szócikk részben vagy egészben  az   Echsenbach című német Wikipédia-szócikk ezen változatának fordításán alapul.  Az eredeti cikk szerkesztőit annak laptörténete sorolja fel. Ez a jelzés csupán a megfogalmazás eredetét és a szerzői jogokat jelzi, nem szolgál a cikkben szereplő információk forrásmegjelöléseként.